# Хуан Родрігес Кабрільйо
Хуан Родрігес Кабрільйо (ісп. Juan Rodríguez Cabrillo, порт. João Rodrigues Cabrilho — Жуан Родрігіш Кабрільйо, близько 1499 — 3 січня 1543) — конкістадор і мореплавець на службі у іспанської корони, перший європеєць, що досяг узбережжя сучасної Каліфорнії і досліджував його.

## Біографія
Документально підтверджених відомостей про походження і ранні роки життя Кабрільйо не збереглося. Поширена думка про його португальське походження, яка ґрунтується на єдиній згадці у праці іспанського історика Антоніо де Еррера, виданій понад півстоліття після смерті Кабрільйо. Ця думка широко популяризувалася багато в чому завдяки зусиллям португальського уряду і португальської діаспори в Каліфорнії. Однак ця точка зору піддана сумніву рядом сучасних істориків, які вважають імовірнішим кастильське походження Кабрільйо.
Брав участь у завоюванні Куби та Мексики. У 1521 р. під керівництвом Ернандо Кортеса брав участь у взятті Теночтітлана. Разом з Педро де Альварадо завойовував територію нинішніх Гватемали, Гондурасу і Сальвадору. У 1542 р. очолив армаду з кораблів «Сан-Сальвадор» і «Вікторія», яка вирушила з порту Натівідад (сучасний Акапулько) на пошуки легендарної протоки Аніан. 3 вересня кораблі досягли південного краю Каліфорнійського півострова. 28 вересня армада зайшла в затоку Сан-Дієго. Допливши до 40° півн. ш. (На рівні Мендосино) повернули назад. У ході експедиції були встановлені контакти з індіанцями племені чумашів. У сутичці з індіанцями Кабрільйо був поранений і помер на острові Санта-Каталіна.
Офіційний звіт про експедицію Кабрільйо був загублений, залишився тільки стислий виклад, зроблений іншим дослідником Андресом де Урданета, який мав доступ до корабельних журналів і карт. Місце поховання мореплавця також залишилося невідомим.

## Історична спадщина

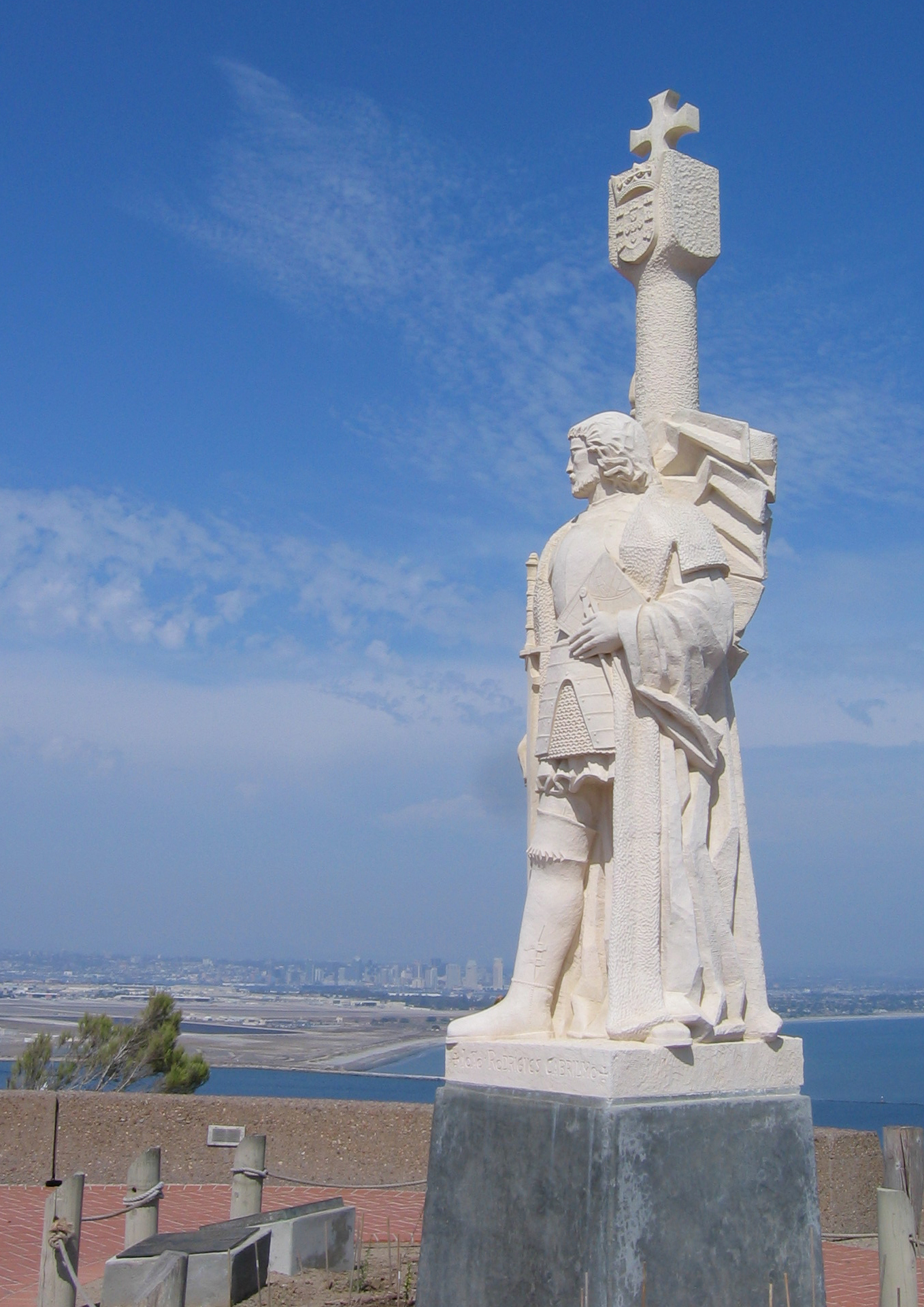
Пам'ятник Кабрільйо в Сан Дієго, Каліфорнія

У місці висадки мореплавця на південному краю півострова Пойнт-Лома в 1913 році був заснований Національний монумент Кабрільйо. У 1939 р. тут був встановлений пам'ятник Хуану Кабрільйо роботи португальського скульптора Алвару де Бреє. З цього місця відкривається мальовничий вид на затоку Сан-Дієго.